# Arahalli, Kolar
Arahalli là một làng thuộc tehsil Kolar, huyện Kolar, bang Karnataka, Ấn Độ.